# 屯門南延綫

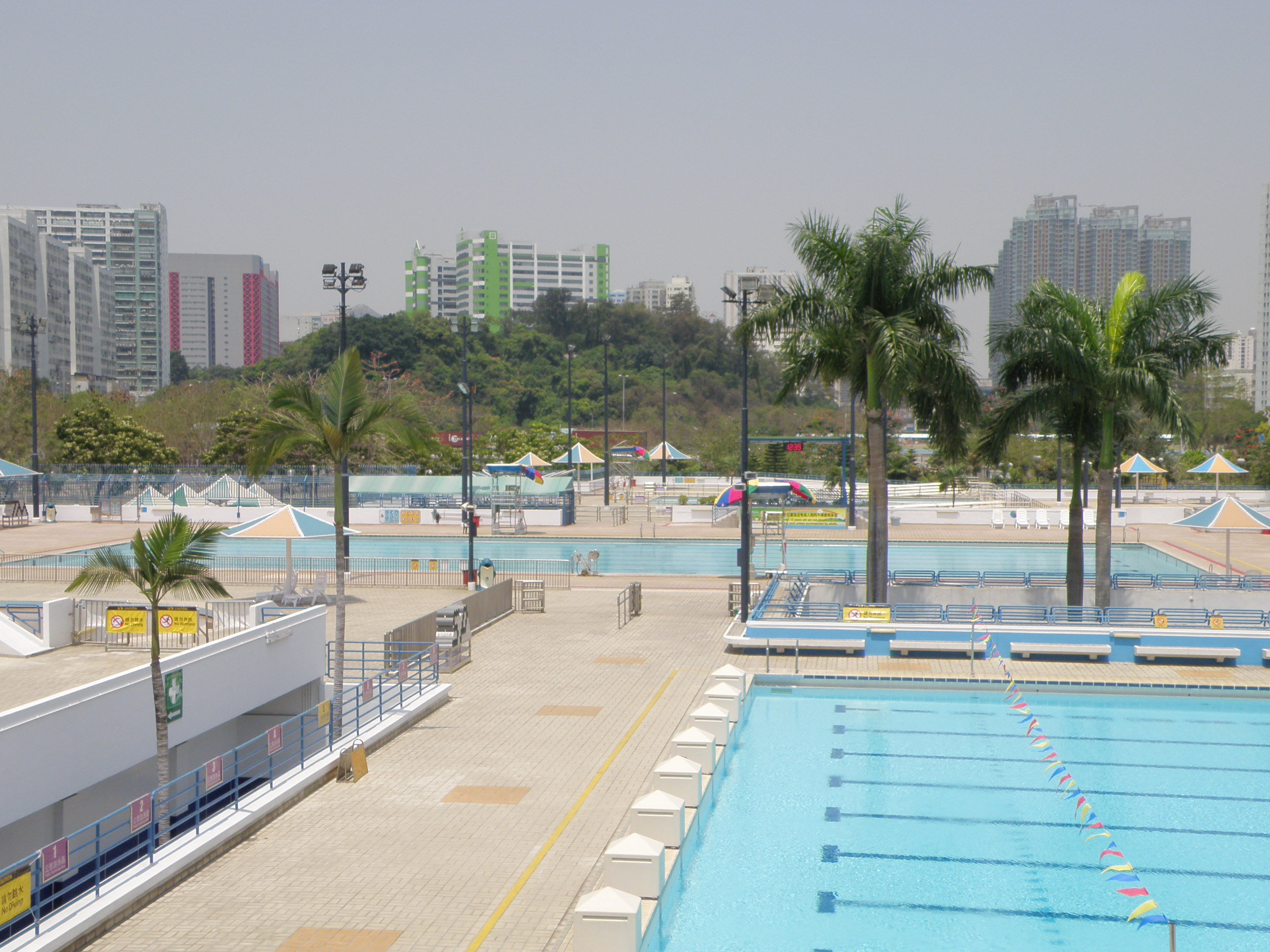
屯門南延綫第16區站建議位置，現為屯門游泳池

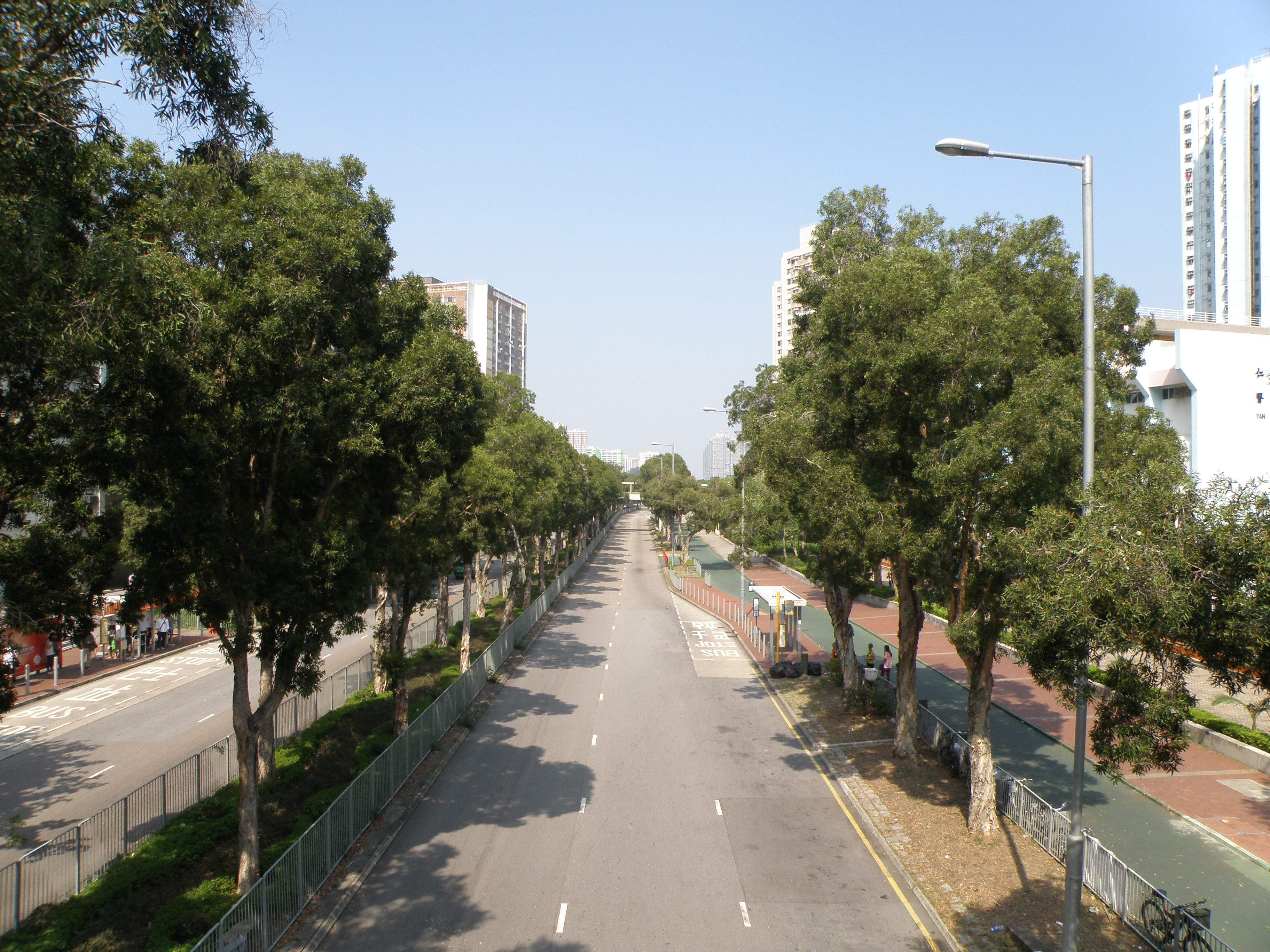
屯門南延綫屯門南站建議位置，現為湖景路

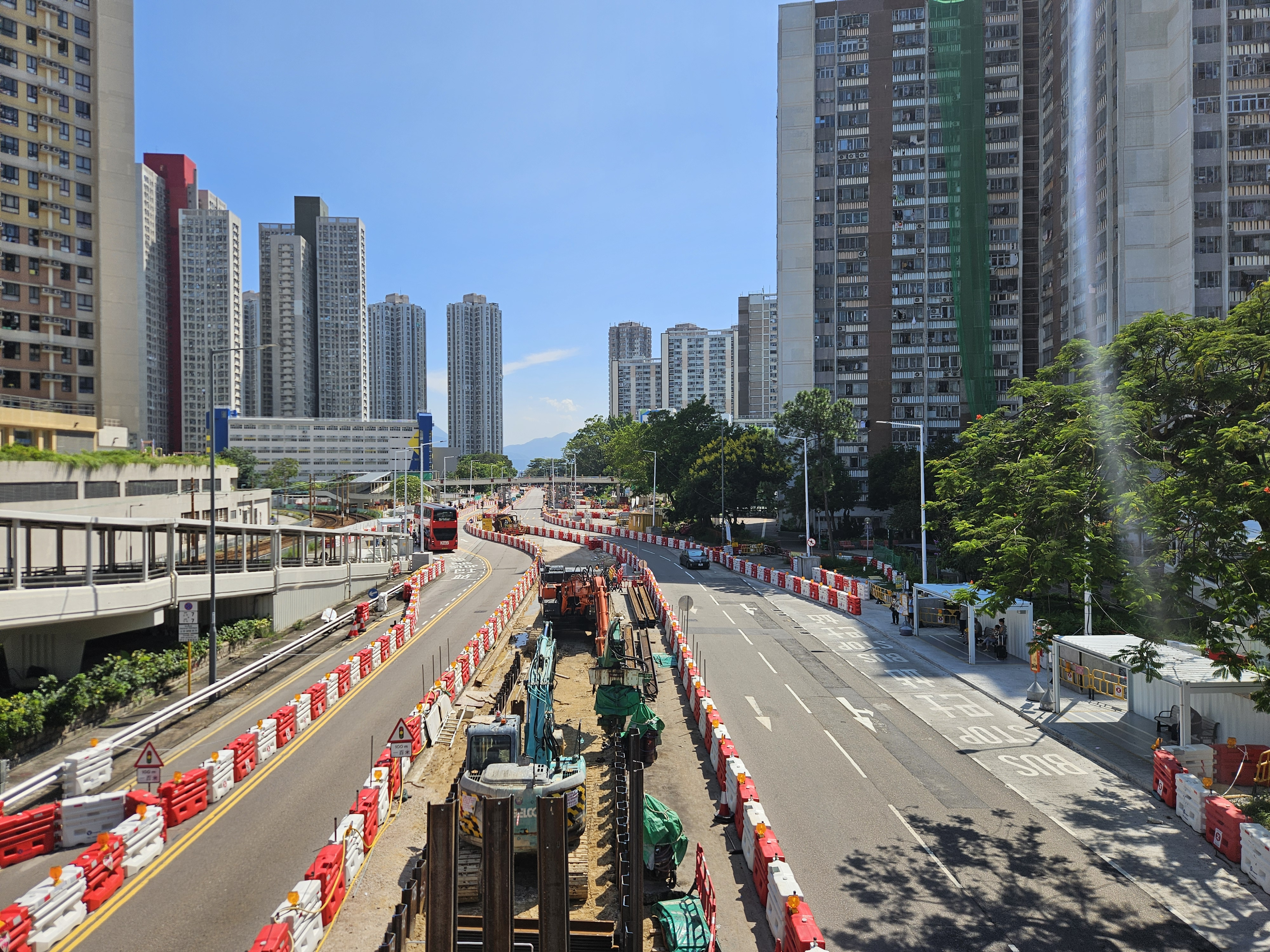
興建中屯門南延綫屯門南站（2024年9月）

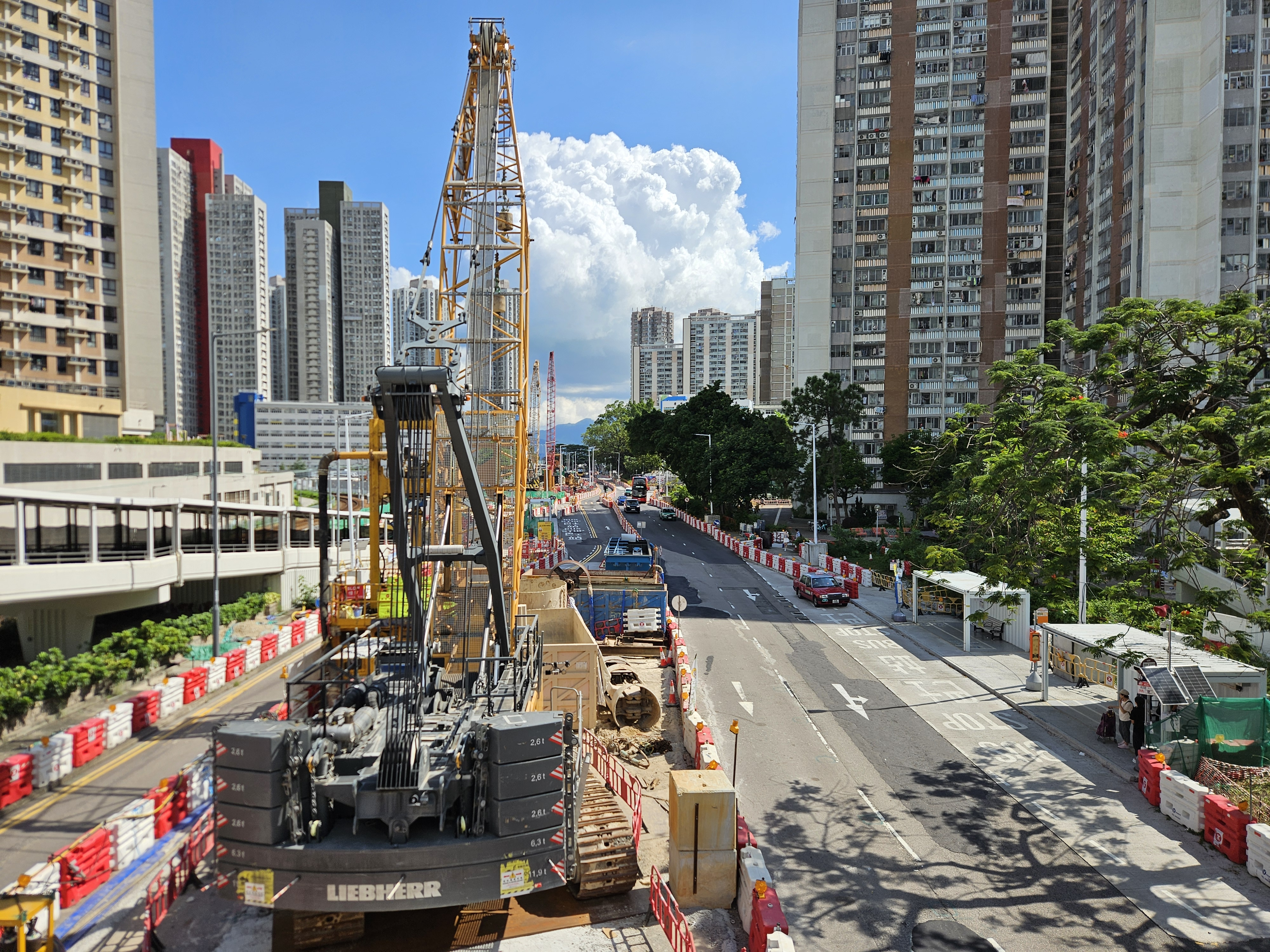
興建中屯門南延綫屯門南站（2025年8月）

屯門南延綫（英語：Tuen Mun South Extension），又稱屯馬綫延綫或屯馬綫三期，是香港一條興建中之鐵路，被香港政府納入《鐵路發展策略2000》的檢討報告中，於2013年透過路政署展開的我們未來的鐵路項目諮詢公眾，於2014年9月公佈的《鐵路發展策略2014》獲落實興建。2020年5月29日，行政長官會同行政會議批准政府邀請港鐵公司開展屯門南延線項目的詳細規劃及設計，於2023年動工、2030年通車。

## 背景
屯門新市鎮是香港其中一個人口最多的新市鎮，2016年人口估計約49萬人。其中，蝴蝶灣是區內主要住宅區之一，居住人口約9萬人；當區居民如需乘搭屯馬綫，通常會透過香港輕鐵507綫或港鐵巴士506綫前往屯門站轉乘。雖然該綫已於屯門新市鎮設置兩個車站（即屯門站及兆康站），惟地區人士和政府期望能進一步將屯馬綫延伸至屯門南一帶，方便更多屯門居民使用鐵路服務。

## 計劃
按照《鐵路發展策略2014》檢討報告中的評估方案，屯門南延綫會將屯馬綫從屯門站向南延伸約2.4公里至屯門南一帶（近屯門碼頭），以高架形式興建及設站。設置屯門南站的目的是改善蝴蝶灣一帶（近屯門碼頭，湖景邨、兆禧苑及悅湖山莊一帶住宅為主）的鐵路服務及屯門碼頭的連接性，擬議的屯門南站鄰近屯門碼頭站及兆禧站，可以方便市民在輕鐵及主要鐵路網絡之間的轉乘。當時建議的落實時間為2019年動工、2022年通車。
2018年3月8日，港鐵行政總裁梁國權於全年業績發佈會中表示，屯門南延綫的建議書已轉交特區政府考慮。
2018年6月5日，南華早報引述消息，指港鐵有意於屯門站與屯門南站之間加設多一個站（即屯門泳池一帶），並會發展約8,000個住宅單位，包括公屋，而現有屯門泳池將會於附近重置。
2019年5月28日，立法會交通事務委員會委員田北辰透露，當局除在屯門碼頭附近興建南延綫車站外，亦會在屯門泳池附近增建一個新車站，預計工程最新造價將由2013年估算的55億港元增至約160億元。延線或以「鐵路及物業發展模式」營運，即由港鐵自資建鐵路（不需經立法會撥款），政府則撥地讓港鐵建屋，當中賺取的收入用作抵銷鐵路的維修成本。倘政府能提供30萬平方米總樓面面積予港鐵發展物業，並重置屯門泳池，預計可以興建6至7千個私人住宅及1萬3千個公營房屋單位。
2019年10月公佈的施政報告也有提及屯門南站。
2020年5月，運輸及房屋局向立法會呈交屯門南延綫報告，提到港鐵建議在屯門站和屯門南站之間的屯門第16區加設一個車站，並預留向龍鼓灘延伸的條件，以配合未來的屯門西發展。預計建造成本約為114億港元。
2021年11月2日，屯門區議會就港鐵「屯門南延綫」進行討論，文件只交代延綫以高架橋連接和多項社區設施將要拆卸重置，但沒有公佈工程時間。其中屯門游泳池將會拆遷至屯門高爾夫球中心內的練習草坪，高爾夫球中心目前的練習草坪將與歷奇公園整合。「綠在屯門」回收環保站重置於龍澤路近龍富路橋底的綠化用地，而海皇路花園重置於屯門河（東岸）花園側的政府土地。
2022年1月28日，政府就屯門南延綫的鐵路方案刊憲，並在6月22日正式批准方案。
2023年9月5日，行政會議批准屯門南延線財務安排，並於同月正式動工。
2023年10月31日，項目舉行啟動儀式。
2024年5月，新增購列車由中車長春軌道客車股份有限公司中標。

## 車站
| 車站名稱 | 所在區域 | 車站接駁   | 接駁路線     | 啟用日期       |
| -------- | -------- | ---------- | ------------ | -------------- |
| 屯門南   | 屯門區   | 輕鐵兆禧站 | 507 614 614P | 預計2030年     |
| 第16區   | 屯門區   |            |              | 預計2030年     |
| 屯門     | 屯門區   | 輕鐵屯門站 | 505 507 751  | 2003年12月20日 |
| 屯門     | 屯門區   | 輕鐵河田站 | 507 751      | 2003年12月20日 |

## 功能定位及規劃考慮
屯門設有多條巴士線直達市區不同地點，或途經西區海底隧道前往香港島。部分屯門南居民或會認為目前的路面交通工具可提供點到點的服務，更為直接方便。按照乘客流量調查數據，屯馬綫的每日平均客運量約43萬人次（2017年），數字低於其他重型鐵路系統，現時的列車班次安排有足夠的載客容量以應付更多乘客的行程需要。而屯門區議會交通及運輸委員會主席潘智鍵認為屯門區大部分居民都要外出到市區上班，認為屯門南延線和屯馬線對沿線所有居民將會是一個災難。加上政府未來將會發展洪水橋，無助抒援目前交通問題。民主黨新界西議員尹兆堅亦擔心延綫開通亦無法應付增加的客量。
惟實際上，不少在天水圍、元朗和錦上路站登車的乘客反映，於繁忙時間如上班時段，均需等候2-3班列車才能成功登車，故實際上現時屯馬綫是否有多餘的載客容量應付將來屯門南站發展成疑，長遠可能需要興建屯門至荃灣沿海鐵路讓屯門居民有多一個選擇，方能起分流作用。

## 影響建築
- 綠在屯門需收地，在龍門路近龍富路橋底重置。
- 屯門游泳池及屯門游泳池壁球場將會在屯門高爾夫球中心附近重置。
- 兩條橫跨湖景路的行人天橋（湖月橋和兆禧橋）拆卸，只有兆禧橋將會重建並連接屯門南站出口，湖月橋拆卸後以永久地面行人過路設施取代。

## 批評
區議員批評規劃上有不少問題。屯門區議會副主席黃丹晴擔心走綫以高架橋橫跨屯門河下，會影響不少現有樓宇的景觀。而建造第16區站，更需要拆卸和重置多項康樂和社區設施，包括屯門游泳池、海皇路花園（包括寵物公園）及「綠在屯門」回收環保站，議員擔心重置或補償方案有不足的地方。不過港鐵一直未有向區議會具體回應項目對環境和嘈音影響。
而屯門南站的工程會永久拆卸湖月橋，加上屯門碼頭區一直為住宅區下，居民憂慮未來開通後會有過多區外來人進入碼頭區，破壞原本寧靜的社區，同時會削減巴士班次。民協區議員周啟廉批評港鐵未有就舉行展覽通知區議員，亦沒有出席屋邨居民大會。
與此同時，使用屯馬線前往市區的屯門區居民不算多，主要原因在於路線先繞經元朗、後經天水圍，最終才到達屯門，費時失事而且交通費用高昂，而屯門前往市區經屯門公路會比較直接。因此一直有聲音要求興建屯荃鐵路，讓屯門區居民有較直的鐵路服務前往市區。然而造價可能高達一千億港元，並不符合成本效益等等各種因素，政府因而不打算興建。長遠而言，當屯門南、黃金海岸、深井及荃灣沿岸人口有顯著的增長，政府才重新審視興建屯荃鐵路。

## 外部連結
- 官方屯門南延綫網頁（页面存档备份，存于）
- 屯門南延綫環境影響評估報告行政摘要 （页面存档备份，存于）
- 香港鐵路大典上的相关条目：屯門南延綫